# ARM Cortex-X1
Az ARM Cortex-X1 – kódnevén Hera –  egy 64 bites ARMv8.2-A utasításkészletet implementáló mikroprocesszor-kialakítás,
amelyet az ARM Holdings austini tervezőközpontja tervezett,
az „ARM Cortex-X Custom (CXC)” program elemeként. Ez a program az ARM processzortervekben megszokott testreszabási lehetőségeket meghaladó  változtatásokat is lehetővé tesz.

## Tervezés
A Cortex-X1 kialakítás a ARM Cortex-A78-on  alapul, de ennél a típusnál kizárólag a teljesítmény volt a tervezési szempont, az általános teljesítmény, fogyasztás és a terület szerint kiegyensúlyozott (PPA) tervezési elv helyett.
A Cortex-X1 egy 5 utasítás széles dekódolású sorrendtől eltérő (out-of-order) szuperskalár kialakítás
egy 3K makroművelet (Mop) kapacitású gyorsítótárral.
Ciklusonként 5 utasítást és 8 Mop-ot tud lehívni, valamint 8 Mop-ot és 16 µOP-ot tud átnevezni és elküldeni ciklusonként. A sorrenden kívüli ablak mérete 224 bejegyzésre nőtt. 
A backend 15 végrehajtási porttal rendelkezik, a futószalag hossza 13 fokozat, a végrehajtási késleltetés pedig 10 fokozat. Emellett 4×128b SIMD egységgel is rendelkezik.
Az ARM állítása szerint a Cortex-X1 30%-kal gyorsabb fixpontos (integer) és 100%-kal gyorsabb gépi tanulási teljesítményt nyújt, mint az ARM Cortex-A77.
A Cortex-X1 támogatja az ARM DynamIQ technológiát, amelyet várhatóan az ARM Cortex-A78 közepes és az ARM Cortex-A55 kis magokkal kombinálva nagy teljesítményű magként használnak majd.

## Architekturális változások a Cortex-A78-hoz képest
- körülbelül 20%-os teljesítménynövekedés (+30% az A77-hez képest)[9]
  - 30%-kal gyorsabb fixpontos teljesítmény
  - 100%-kal gyorsabb gépi tanulási teljesítmény
- a sorrenden kívüli ablak mérete 224 bejegyzésre nőtt (160 bejegyzésről)
- legfeljebb 4×128b SIMD egység (2×128b-ról)
- 15%-kal nagyobb szilíciumterület
- 5 utas dekódolás (4 utasról)
- 8 Mop/ciklus dekódolt gyorsítótár-sávszélesség (6 Mop/ciklusról)
- 64 KiB L1D (adat) + 64 KiB L1I (utasítás) (32/64 KiB L1-ről)
- legfeljebb 1 MiB/mag L2 gyorsítótár (max. 512 KiB/magról)
- legfeljebb 8 MiB L3 gyorsítótár (max. 4 MiB-ról)

## Licencelés
A Cortex-X1 SIP magként érhető el a Cortex-X Custom (CXC) program partnerei számára,
és kialakítása alkalmassá teszi más SIP-magokkal (például GPU, képernyővezérlő, DSP, képfeldolgozó processzor, stb.) közös lapkára történő integrálásra, egylapkás rendszert (SoC) alkotó egységbe.

## Felhasználás
- Samsung Exynos 2100[10]
- Qualcomm Snapdragon 888(+)[11]
- Google Tensor[12]

## Fordítás
- Ez a szócikk részben vagy egészben  az   ARM Cortex-X1 című angol Wikipédia-szócikk ezen változatának fordításán alapul.  Az eredeti cikk szerkesztőit annak laptörténete sorolja fel. Ez a jelzés csupán a megfogalmazás eredetét és a szerzői jogokat jelzi, nem szolgál a cikkben szereplő információk forrásmegjelöléseként.